# Powiat d'Ostróda
 (août 2013).
Si vous disposez d'ouvrages ou d'articles de référence ou si vous connaissez des sites web de qualité traitant du thème abordé ici, merci de compléter l'article en donnant les références utiles à sa vérifiabilité et en les liant à la section « Notes et références ».
Le powiat d'Ostróda (en polonais : powiat ostródzki) est une unité de l'administration territoriale et du gouvernement local dans la voïvodie de Varmie-Mazurie en Pologne.

## Divisions administratives

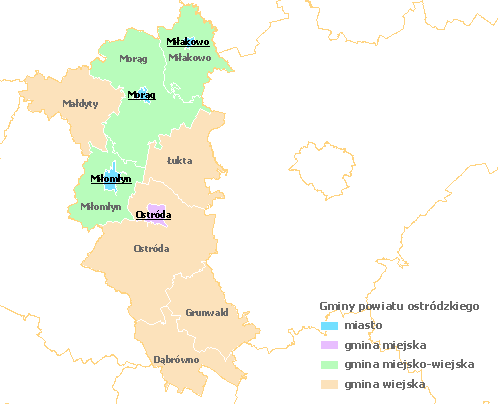
Carte du powiat (en polonais).

Le powiat est composé de 9 communes (gminy) :
| Gmina                                    | Type           | Superficie (km²) | Population (2006) | Chef-lieu |
| Ostróda                                  | urbaine        | 14,2             | 33 419            |           |
| Morąg                                    | urbaine-rurale | 310,6            | 24 886            | Morąg     |
| Ostróda                                  | rurale         | 401,1            | 15 501            | Ostróda * |
| Małdyty                                  | rurale         | 188,9            | 6 281             | Małdyty   |
| Miłakowo                                 | urbaine-rurale | 159,4            | 5 736             | Miłakowo  |
| Grunwald                                 | rurale         | 179,8            | 5 648             | Gierzwałd |
| Miłomłyn                                 | urbaine-rurale | 160,9            | 4 988             | Miłomłyn  |
| Łukta                                    | rurale         | 184,7            | 4 458             | Łukta     |
| Dąbrówno                                 | rurale         | 165,4            | 4 369             | Dąbrówno  |
| * le chef-lieu est extérieur à la gmina. |                |                  |                   |           |